# Rauenthal (Hohenberg-Krusemark)
Rauenthal ist eine Wüstung im Ortsteil Osterholz der Gemeinde Hohenberg-Krusemark in Sachsen-Anhalt.

## Geografie
Die Wüstung liegt am Schwarzholzer Straßengraben, etwa 600 Meter nordwestlich von Kirchpolkritz und 2 Kilometer nordwestlich von Osterholz.

## Geschichte
Die erste Erwähnung des Ortes stammt aus einer Urkunde aus dem Jahre 1480. Die Zeugen Ebel Krusemark und sein Sohn Laurenz wohnten jn deme ruwendale. Im Jahre 1499 wird Ruwentall im Register der Lehensleute des Kurfürsten Joachim und Markgrafen Abrecht aufgeführt. 1686 war der Rauenthal ein Rittersitz der von Üchtritz mit 1¾ Hufen Landes. Im Jahre 1804 gab es Vorwerk und Schäferei Rauenthal, Raventhal, nebst Ziegelscheune, welche auch Wellborn genannt wird. 1840 war der Freihof seit langer Zeit eingezogen und mit Osterholz vereinigt. 1905 gab es noch den Wohnplatz Rauenthal, 1928 die Schäferei Rauenthal.

### Einwohnerentwicklung
| Jahr      | 1798 | 1801 | 1818 | 1871 | 1885 | 1895 | 1905 |
| Einwohner | 11   | 17   | 13   | 13   | 17   | 7    | 4    |

## Religion
Die evangelischen Christen aus Rauenthal waren nach Polkritz eingekircht.